# Georges Eleosippe Aubert
Georges Eleosippe Aubert (* 25. April 1871 in Lannes bei Rolampont; † 13. Juli 1933 in Montbeton) war ein französischer Missionar und Pflanzensammler.
In der Schule in Langres (Haute Marne) fiel Aubert durch ausgezeichnete Leistungen auf.
Am 7. September 1891 trat er in das Séminaire des Missions étrangères ein. Er wurde am 9. März 1895 zum Diakon und am 30. Juni 1895 in Langres zum Priester geweiht. Am 15. August 1895 brach er zu einer Missionsreise nach Tibet auf. 1895–1901 wirkte er in Kangding, bis er nach Frankreich zurückberufen wurde, um eine Direktorstelle am Institut anzutreten.
1915 wurde Aubert eingezogen und arbeitete vor allem als Übersetzer.
1933 starb er an Zungenkrebs und wurde auf dem Friedhof des Sanatoriums St. Raphaël in Montbeton begraben.

## Botanische Interessen
Nach William T. Stearn führte Aubert Polygonum aubertii in Sechuan ein. Der Botaniker Louis Henry benannte Polygonum aubertii (heute Fallopia baldschuanica) nach ihm.
Nach der Harvard Datenbank arbeitete Georges Eleosippe Aubert in Burma und Indochina, was nach den umfassenden Angaben in IRFA (Institut d'recherche France-Asie) unrichtig ist. Vermutlich wurden hier zwei Personen namens G. Aubert verwechselt.